# Kumazava Banzan
Kumazawa Banzan, (1619, Kyōto, Japonska - 9. september 1691, Shimofusa), politični filozof, pripadnik veje neokonfucionizma, imenovane jangmingizen. Živel je v zgodnjem obdobju Edo (obdobje med 1603 in 1867 v zgo. Japonske, ko je bila pod vojaško vladavino Tokugawa shogunate in Daimyo (fevdalni vladar)).
Njegovo otroško ime je bilo Sashichirō (左七郞), njegov imino (priimek) pa Hakukei (伯継), ki se bere tudi Shigetsugu.
Njegovo splošno ime (azana) je bilo Ryōkai (了介 ali 良介), znan pa je bil tudi pod osebnimi imeni Jirōhachi (次郎八) ali Suke'emon (助右衛門). Njegovo najpogostejše vljudnostno ime je bilo Sokuyūken (息游軒). Njegov priimek "Kumazawa" (熊沢) je bil leta 1660 spremenjen v "Shigeyama"  (蕃山), ki se v kitajsko-japonščini bere kot "Banzan" in je postal njegov posmrtni naslov vljudnosti, po katerem je še danes splošno znan.

## Yomeigaku
Yōmeigaku je japonski izraz za šolo neokonfucianizma, katere ustanovitelj, kitajski filozof Wang Yangming, je zagovarjal introspekcijo in aktivizem. Imela je velik vpliv na japonske konfucijanske politične in moralne teorije v obdobju Edo.

## Življenje

### Zgodnje življenje
Rodil se je v Kjotu Inari, kot najstarejši sin izmed šestih otrok. Njegov oče, rōnin (samuraj brez gospodarja), se je imenoval Nojiri Tōbei Kazutoshi, njegova mati pa Kamejo. Pri osmih letih ga je posvojil dedek po materini strani Kumazawa Morihisa, samuraj, ki je služil pod Tokugawa Yorifusa, daimyō iz Mita. Od njega je prevzel priimek Kumazawa.

### Študij pod vodstvom Nakae Tōju
Leta 1634 je po zaslugi Itakure Šigemase, vazala Tokugawov, odšel služit kot paž k Ikedi Mitsumasi, daimyo (fevdalnim vladarjem) domene Okajama v provinci Bizen. Za nekaj časa je zapustil Ikedovo družino in se vrnil v dom svojega dedka v Kirihari v provinci Ōmi (zdaj Ōmihachiman).

### Čas v domeni Okayama
Leta 1645 je po priporočilu družine Kyōgoku odšel na delo v domeno Okayama. Ko se je Mitsumasino razmišljanje začelo nagibati k Yōmeigaku, mu je bil Banzan v veliko korist in zaradi študija pri Tōju tudi zelo cenjen.
Banzan je delal predvsem v šoli Han, imenovani Hanabatake Kyōjō, katere ime pomeni "Cvetlično polje za poučevanje". Ustanovljena je bila leta 1641 kot ena prvih na Japonskem. Leta 1647 je Banzan postal pomočnik s pravico do 300 kokujev (koku=japonska prostorninska enota). Leta 1649 je z Mitsumaso odšel v Edo (današnji Tokio).
Leta 1650 je bil povišan v vodjo skupine topnikov. 1651 je pripravil predpise za Hanazonokai (cvetlični vrtni klub), ki je prostor za izobraževanje navadnih ljudi.
To je bil začetek prve šole na Japonskem za izobraževanje navadnih ljudi, Shizutani Gakkō, ki se so jo odprli leta 1670, potem ko je Banzan zapustil službo v svoji domeni.
Ko je leta 1654 ravnice Bizen zajele poplave in velika lakota, je z vsemi močmi pomagal Mitsumasi pri prizadevanjih za izboljšanje stanja.
Skupaj s Tsudo Nagatado je imel kot pomočnik Mitsumase zasluge za vzpostavitev vlade v domeni Okayama. Prizadeval si je za pripravo celovitih strategij na področju kmetijstva, vključno z načini zagotavljanja pomoči malim kmetom in projekti zemljiškega inženirstva za upravljanje gora in rek.
Zaradi drznih reform državne uprave je prišel v nasprotje s tradicionalističnimi starešinami. Poleg tega je bil Banzan privrženec Yōmeigakuja, uradna filozofija šogunata (japonski častni naslov=general) pa je bila drugačna oblika neokonfucionizma, Shushigaku.
Poleg številnih ukrepov za spodbujanje kmetijstva so njegovi poskusi vrnitve k menjalniškemu gospodarstvu stare Japonske izzvali neodobravanje, kar so izkoristili njegovi nasprotniki. Leta 1656 je bil Banzan prisiljen odstopiti, preostanek življenja pa je preživel v študiju in pisanju.

### Pozno življenje
Sčasoma je leta 1657, ker ni mogel vzdržati pritiska šogunata in voditeljev domen, zapustil Okayamo.
Leta 1658 se je preselil v Kjoto in odprl zasebno juku (šolo). Leta 1660 je na zahtevo Nakagawe Hisakiyo odpotoval v Tatedo v Oiti in svetoval o upravljanju zemljišč. Leta 1661 je njegova slava rasla in spet je bil pod nadzorom šogunata, na koncu pa ga je iz Kjota pregnal Makino Chikashige, pomočnik vodje Kjotskega Shoshidaja.
Leta 1667 je bežal v Yoshinoyamo, (provinca Yamato, zdaj Yoshino, Nara). Nato se je preselil in skrival v Kaseyami (provinca Yamashiro, zdaj Kizugawa, Kjoto). Leta 1669 je bil po ukazu šogunata pod nadzorom Matsudaire Nobuyukija, vodje domene Akashi, province Harima.
Leta 1683, ko je bil Nobuyuki premeščen v provinco Kōriyama, se je preselil v Yatayamo, provinco Yamato (zdaj Yamatokōriyama, Nara). Leta 1683 mu je tairō Hotta Masatoshi poslal vabilo, vendar ga je zavrnil.
Po služenju v Okayama, v času izven javne službe, je pogosto pisal in kritiziral politiko šogunata, zlasti sankin-kōtai, Heinō Bunri (politika, ki prepoveduje tistim, ki niso iz razreda samurajev, da se oborožijo), in dedni sistem. Kritičen je bil tudi do vlade domene Okayama.
Banzanov cilj je bil reformirati japonsko vlado in sprejetje političnega sistema, ki temelji na zaslugah in ne dednosti, ter uporaba političnih načel za krepitev sistema zaslug.
Leta 1687 je bil pod nadzorom Matsudaire Tadayukija, vodje domene Koga, province Shimousa in dediča Matsudaire Nobuyukija, in bilo mu je ukazano, da ostane v gradu Koga. Leta 1691 je uporniški konfucianec zbolel in umrl v gradu Koga v starosti 74 let.

### Po smrti
Banzanove posmrtne ostanke je Tadayuki z veliko slovesnostjo pokopal v Keienji, v Ōtsutsumi, Koga, Ibaraki.
V dobi Bakumatsu se je Banzanova filozofija vrnila v središče pozornosti, kar je močno vplivalo na strukturo vlade. Med drugim sta ji bila naklonjena Fujita Tōko in Yoshida Shōin in postala je vodilna sila pri strmoglavljenju vlade šogunata. Katsu Kaishū je Banzana pohvalil kot "junaka v konfucijanskih oblačilih".
Če ne štejemo politike, bi Banzan sčasoma postal kulturni heroj, saj je ob spremljanju dejanj in besed izkazoval močno skrb za navadne ljudi in revne. Zavzel je odločno stališče proti vsiljevanju skorumpirane politike in birokratskih bremen navadnim ljudem.
Leta 1910 je vlada Meiji počastila Banzana z naslovom zgornjega četrtega ranka, kot priznanje za njegov prispevek k razvoju šolstva v obdobju Edo.

## Filozofija
Banzanov cilj je bil reforma japonske vlade; zagovarjal je politični sistemi, ki bi temeljil na zaslugah namesto na dednosti. Priporočal je tudi, da šogunat prevzame večjo odgovornost za spodbujanje ekonomske pravičnosti in blaginje s podporo pridelave in skladiščenja riža in uporabi riža kot sredstva izmenjave. Zagovarjal je obliko vlade, posvečeno konfucijanskemu idealu dobrohotnosti.
Kot večina njegovih konfucijanskih sodobnikov je bil proti budizmu in krščanstvu. Za Banzanovo misel je nadalje značilen eklekticizem, ki se kaže v njegovih poskusih združitve intelektualnih tradicij Wang Yangminga (1472–1529) in Zhu Xi-ja (1130–1200). Banzan se je držal predvsem Zhu Xi-jevega poudarka na introspekciji kot tehniki za samodisciplino in na subjektivni vesti pri izbiri dejanja.

## Dela

### Governing the Realm and Bringing Peace to All Below Heaven (1619-1691)
大学或問 (Daigaku Wakumon), bolj znano pod imenom: Kumazawa banzan : Governing the Realm and Bringing Peace to All Below Heaven, oziroma "Kumazawa Banzan's Responding to the Great Learning, je prvi večji spis o politični ekonomiji v zgodnji moderni Japonski zgodovini.
Prevod Johna A. Tuckerja je prva angleška različica tega kontroverznega besedila v osemdesetih letih. Uvod ponuja dostopen in pronicljiv komentar, ki vključuje podrobne analize Banzanovega besedila v kontekstu njegovega življenja, pa tudi širšega zgodovinskega in intelektualnega razvoja v vzhodnoazijske konfucijanske misli. Poudarja vzporednice med Banzanovimi življenjskimi dogodki, kot je njegovo prizadevanje za pomoč domeni Okayama po uničujočih poplavah in njegova kasnejša pisanja, ki zagovarjajo sočutno vlado, okoljske pobude in projekte za rast financ.
Tucker poudarja Banzanov glavni cilj; "upravljati kraljestvo in prinašati mir in blaginjo vsem pod nebom". V Odzivu na Veliko učenje je Banzan naredil več kot le napisal filozofski komentar; svetoval je šogunatu Tokugawa, naj izvede veliko reorganizacijo države - ali pa se sooči s posledicami.
- Ostala dela
- 集義和書 (Shūgi Washo) - japonska filozofija
- 集義外書 (Shūgi Gaisho) - japonski jezik
- 葬祭辨論 (Sōsai benron)
- 蕃山全集 (Banzan zenshū)
- 集義和書類抄 (Shūgi washo ruishō)
- 自筆本・三輪物語 (Jihitsu-bon Miwa monogatari)
- 蕃山拾葉 (Banzan shūyō)